# Мир-системный анализ

Распределение стран по торговому статусу в конце XX века на основании мир-системного анализа на центр (синий), полу-периферию (жёлтый) и периферию (красный). Основано на списке в Dunn, Kawana, Brewer (2000).

Мир-системный анализ, или мир-системная теория, исследует социальную эволюцию систем обществ, а не отдельных социумов, в отличие от предшествующих социологических подходов, в рамках которых теории социальной эволюции рассматривали, прежде всего, развитие отдельных обществ, а не их систем. В этом мир-системный подход схож с цивилизационным, но идёт несколько дальше, исследуя не только эволюцию социальных систем, охватывающих одну цивилизацию, но и такие системы, которые охватывают более одной цивилизации или даже все цивилизации мира. Этот подход был разработан в 1970-е годы А. Г. Франком, С. Амином, Дж. Арриги и Т. дус Сантусом. Наиболее известная версия была разработана И. Валлерстайном. Предтечей миросистемного анализа указывается Роза Люксембург.
В России школа мир-системного анализа представлена Р. Дзарасовым, Б. Ю. Кагарлицким, А. И. Фурсовым и А. В. Коротаевым.

## Подход Ф. Броделя
В качестве важнейшего предшественника мир-системного подхода, заложившего его основы, обычно рассматривается Фернан Бродель.  Неслучайно имя французского учёного носил один из ведущих американских центров «мир-системного анализа» — Fernand Braudel Center (FBC) for the Study of Economies, Historical Systems and Civilizations (1976 — 30 июня 2020, работал в Бингемтоне в образовательной системе Университета штата Нью-Йорк / SUNY и  издавал свой научный журнал). Бродель предполагал взаимосвязывающую все общества «мир-экономику» с неким «центром» (со своим «сверхгородом»: в XIV веке, по мнению исcледователя, таковым была Венеция, позднее «центр» переместился во Фландрию и Англию, а оттуда в XX столетии — в Нью-Йорк), а также второстепенными, но развитыми обществами и окраинной периферией. При этом торговые коммуникации связывают разные регионы и культуры в единое «макроэкономическое» пространство.

## Подход И. Валлерстайна

Страны мира в соответствии мир-системным анализом И. Валлерстайна: центр (core), полупериферия (semi-periphery) и периферия (periphery)

Наиболее распространённая версия мир-системного анализа разработана Иммануилом Валлерстайном. Согласно Валлерстайну, современная мир-система зародилась в так называемом «длинном XVI веке» (приблизительно 1450—1650 годы) и постепенно охватила собой весь мир. До этого времени в мире одновременно сосуществовало множество «исторических систем» (термин, заменяющий «общество»). Эти «исторические системы» Валлерстайн подразделяет на два типа: минисистемы и мир-системы (мир-экономики и мир-империи).
- Минисистемы были характерны для первобытных обществ. Они «малы в пространстве», относительно кратки во времени, однородны с точки зрения культурной и управляющей структур, основаны на отношениях взаимообмена.
- Мир-системы характерны для сложных аграрных обществ.
  - Мир-экономики представляют собой системы обществ, объединённых тесными экономическими связями, выступающими в качестве определённых эволюционирующих единиц, но не объединённых в единое политическое образование. C XVI в. феодальная Европа трансформируется в капиталистическую мир-экономику. Весь современный мир представляет собой одну единственную мир-систему — капиталистическую мировую экономику. Капиталистическая мир-система состоит из ядра (наиболее высокоразвитые страны Запада), полупериферии (в XX веке — социалистические страны) и периферии (Третий мир). История ядра — история борьбы за гегемонию.
  - Мир-империи характеризуются взиманием налогов (дани) с провинций и захваченных колоний. Это обширные политические структуры, которые охватывают широкое разнообразие «культурных» образцов. Мир-империи нельзя разделить на ядро и периферию, так как государственный центр и его колонии являются единым целым.

Страны мира в соответствии с мир-системный анализом Dunaway и Clelland (2015)

Согласно Валлерстайну, все докапиталистические мир-экономики рано или поздно превращались в мир-империи через их политическое объединение под властью одного государства. Единственное исключение из этого правила — это средневековая европейская мир-экономика, которая превратились не в мир-империю, а в современную капиталистическую мир-систему.
Относительно будущего Валлерстайн отрицал теорию модернизации, согласно которой возможно построить ядро без периферии.

## Подход А. Г. Франка

Мир-Система в XIII веке

От этого заметно отличается вариант мир-системного анализа, развитый Андре Гундером Франком. Франк обращает внимание на то, что утверждения о возможности одновременного существования в мире десятков и сотен «мир-систем» во многом обессмысливают само понятие Мир-Системы. Согласно Франку, речь должна идти лишь об одной Мир-Системе, которая возникла не менее 5000 лет тому назад, а затем через многочисленные циклы экспансии и консолидации охватила собой весь мир (А. В. Коротаев идёт ещё дальше и датирует время возникновения Мир-Системы девятым тысячелетием до н. э.). В ходе эволюции Мир-Системы её центр неоднократно перемещался. Вплоть до его перемещения в XIX веке сначала в Европу, а затем в Северную Америку этот центр многие века находился в Китае. В связи с этим наблюдающийся в последнее время подъём Китая Франк интерпретировал как начало возвращения центра Мир-Системы в его «естественное» место после кратковременной европейско-североамериканской «интерлюдии».

## Краткий обзор основных событий эволюции афроевразийской мир-системы
Об объединении обществ можно говорить тогда, когда началась аграрная революция. В течение X—VIII тыс. до нашей эры на Ближнем Востоке распространяется скотоводство и земледелие, при таких изменениях обществ и поселений их уровень развития меняется. Начинают налаживаться культурные, информационные и торговые связи. В IV—III тыс. до нашей эры на Ближнем Востоке начинает возникать множество городов. Начинает появляться письменность, осуществляется переход к ирригационному земледелию и новой технологии обработки почвы. На этой основе зарождаются первые государства и цивилизации. В данный участок времени достаточно синхронно начинают практически повсеместно внедряться новые технологии: плуг, упряжь, колесо, гончарный круг. Когда появилась медь и бронза, эти материалы позволили расширить военные возможности, начинается борьба за первенство. Политическая карта часто меняется из-за постоянных нашествий кочевников. В III тыс. до нашей эры возникают и развиваются новые центры цивилизации. Немного позже II тыс. до н. э. на Дальнем Востоке появляется новый мир-системный центр.
В I тыс. до нашей эры и в начале I тыс. нашей эры из-за изменений климата и в результате технических инноваций, таких как седло, стремя и прочее, создаётся новый тип кочевых обществ, которые могут передвигаться на лошадях на большие расстояния и быстро превращаются в мобильную армию. В итоге большой массив евразийских степей стал кочевой периферией мир-системы.
В первые века нашей эры из-за различных переселений и военных вторжений народов варварской периферии культурная и этническая картина в мир-системе сильно поменялась.
Заметными мир-системными событиями стали крестовые походы, в результате которых наладился канал торговли пряностями из Индии в Европу. В результате образования Монгольской империи в XIII веке с подконтрольными обширными территориями Евразии образовались стабильные торговые пути из Китая в Европу, что увеличило обмен инноваций между цивилизациями. Ещё одним важным событием стало включение Южной Индии в более тесные взаимоотношения с другими частями мир-системы, вследствие установления там власти мусульман и частичной исламизации населения.
В XV веке появляется новая политическая военная сила — Османская империя, которая поставила торговые связи Европы и Азии под свой экономический контроль, тем самым вынудив европейцев искать более выгодные морские пути в Индию. В результате новых морских путей удалось открыть Америку, а также практически весь континент вокруг Африки оказался связан с европейской экономикой. Но некоторые районы, которые находились внутри, были включены в глобальные связи только в конце XIX веке или даже в XX веке, то есть они инкорпорировались уже в Мир-Систему. Одновременно развивалось внутриафриканское направление расширения мир-системы, так Египет (Северо-Восточная Африка) был одним из важнейших регионов цивилизации, земледелия, периодами — одним из важных центров мир-системы. В результате усилий Северо-Восточной Африки, Рима и Карфагена мир-система стала продвигаться постепенно на юг и запад Африки. Также не следует забывать про эффект внутриафриканских миграций и диффузию инноваций.

## Критика
Мир-системный подход подвергался критике за отрицание стадиальности мировой истории и за неубедительность его экстраполяции за пределы современного капитализма.
Мир-системный подход, сыграв определенную позитивную роль в развитии философско-исторической мысли, к настоящему времени исчерпал все свои возможности и ушел в прошлоеЮрий Семёнов.

## Некоторые представители мир-системного анализа
- Мир-системщики (категория)